# El último día
El último día, también llamado Cuatro maneras de acabar con el mundo, es un documental de la BBC en el que se plantean cuatro escenarios de destrucción global o "fin del mundo".
Esta trama trata sobre un científico, el Dr. R. Howell, que está tratando de tomar un avión de Londres a Nueva York, pero en su trayecto se producen desastres tales como los que se explicarán, únicamente en el cuarto llega a Nueva York. Howell porta una llave que debe utilizarse para encender un enorme acelerador de partículas, el más grande del mundo, en las instalaciones de TMB en Nueva York.

## Escenarios

### Megatsunami
La erupción de un volcán en la isla de La Palma genera un tsunami debido al derrumbe del lado oeste de la isla. En el noticiero del canal 3 de Nueva York, se alerta sobre este maremoto de 1 km de alto. Este mega-tsunami amenaza todas las costas del Atlántico dirigiéndose a la del este de Estados Unidos y varias ciudades, entre ellas Nueva York. Los evacuados colman las autopistas de la ciudad y las escaleras de rascacielos como el Empire State.
Mientras tanto en Londres, el vuelo del Dr. Howell se cancela, llama a las instalaciones de TBM, pero éstas estaban en pleno proceso de evacuación. En Nueva York, se evacúa todo hasta 5 km tierra adentro. Mientras tanto, una familia y su bebé intentan salir de Manhattan, ahora en caos, debido a la inminente llegada de la ola. De repente el tsunami emerge del puerto de Nueva York arrasando por completo el distrito de Lower Manhattan. 
En Londres, Howell mira, incrédulo, cómo la ola impacta la ciudad de Nueva York. En las calles del centro la familia ve cómo la ola se les acerca rápidamente. Se ve desde dentro de una tienda que devasta todo inundando las calles y barriendo todo a su paso. Segundos después, ésta rompe las puertas y ventanas de la tienda. Acto seguido, un noticiero de la BBC informa las consecuencias del tsunami en la costa este de Estados Unidos.

### Asteroide asesino
Este escenario empieza con las noticias de un misterioso ataque de misiles en el Medio Oriente, que dejaron cráteres inmensos, más adelante, se descubre que son fragmentos de un asteroide cuya órbita fue ocultada por la luz del Sol hasta el último momento, y que era lo suficientemente grande para borrar una ciudad.
La NASA notificó al público el punto de impacto, que se localizaba en Europa occidental, a 10 km al norte de Berlín, se observa luego una vivienda familiar de Berlín, una mujer estaba recogiendo las cosas de su hijo y voltea a ver el televisor justo cuando dan la noticia del meteorito que impactara inmediatamente empaca todo lo necesario y abandona su hogar. En una estación de trenes en el centro, el esposo y el hijo de la mujer se encuentran esperándola para salir de la ciudad. El pánico cunde en la capital alemana mientras decenas de personas intentan escapar. Alemania le pide ayuda a EE. UU. y deciden lanzar un misil atómico contra el meteorito, muchos rechazan esta decisión ya que podría provocar más daños, causando una lluvia de meteoros.
En el aeropuerto de Londres, fuera de peligro. Howell aborda el vuelo a Nueva York, en el avión sintonizan la BBC, que informa del lanzamiento de misiles nucleares, a continuación se ve cómo un misil sale de un silo en una región rural, posiblemente Kansas; en el vuelo de Howell la BBC muestra imágenes de la Estación Espacial Internacional, que capta el momento del impacto del misil, desgraciadamente falla produciendo la temida lluvia de asteroides sobre Berlín. Luego se informa que el vuelo fue cancelado debido al impacto, en la casa de la mujer en Berlín se ve cómo sube a su auto y escapa en dirección a la estación, el niño apresuradamente sube las escaleras abordando un tren bala de dos pisos para salir de la urbe, el padre preocupado lo busca, encontrándolo justo cuando dejaba la estación, se vislumbra luego el noticiero de la BBC mostrando el impacto en Berlín enfocando a los sitios emblemáticos de la capital, comienza la cuenta regresiva, los meteoros empieza a caer como estrellas fugaces, uno a uno impactan sobre casas, iglesias, escuelas y otras edificaciones, se ve al tren donde está el niño pasando entre los meteoritos y uno casi le da a la ventana del asiento del niño, mientras entran a un túnel, se le nota la preocupación por sus padres, los asteroides impactan sobre Berlín rápidamente, y de entre las nubes sin previo aviso sale el gran asteroide sorpresivamente y convierte gran parte de la ciudad en polvo, la BBC muestra el número de cráteres a lo largo y ancho de los restos de Berlín, rodeando el gran cráter. 

### Pandemia global
Comienza con Howell despertando en su apartamento en Londres, camino al aeropuerto, las noticias de la BBC y de la radio reportan una alerta en un aeropuerto de Londres: se descubrió un pasajero muerto y se cree que era portador de un virus que estaba azotando las ciudades más importantes de Asia. En China, Japón y Corea del Sur y que había cobrado 200 víctimas; Howell no se preocupa mucho debido a que él no va a ese aeropuerto sino a Heathrow.
En el Metro de Londres un hombre asiático que estuvo a bordo del vuelo, cuyo nombre era UK009, comienza a toser incontrolablemente y empezando a sudar, las noticias informan que colapsó en la estación King's Cross y que estaba infectado con el virus. 
Una mujer recibe la noticia del vuelo infectado que arribó a Londres, el cual resultó ser el mismo en el que vino su madre, así que la llama y se dirige con su bebé de 2 años a su casa. Howell, ya en el aeropuerto y esperando al avión, ve las noticias que informan que es posible que la humanidad se enfrente a una nueva epidemia a nivel global, como la Gripe española de 1918, ahora un virus similar ha entrado a Gran Bretaña y también empiezan a surgir brotes en Francia y España.
A medida que la mujer se acerca a casa de su madre las noticias empeoran: Cada vez más personas se contagian en Londres, Mánchester y otras ciudades importantes.
La policía se prepara para poner a Londres en cuarentena, mientras Howell, ya en el avión, se entera de que el virus llegó a Vancouver, Canadá y que en Norteamérica los hospitales se llenan de infectados. La situación no es diferente en Londres, la mujer llega al vecindario de su madre pero descubre que gran parte de él está en cuarentena, y custodiado por el ejército británico. La policía le pide a los londinenses que no hagan ninguna salida innecesaria, y que se queden dentro de sus casas, pero las personas desobedecen las órdenes, familias enteras intentan salir de Londres antes de que se haya aislado la ciudad, tan desesperados por irse que hasta roban autos, en el vuelo de Howell notifican que la infección se hace cada vez más grave, y se nota que él parece sufrir los síntomas de la enfermedad, la mujer más desesperada por llegar con su madre se estaciona cerca, dejando su auto con su bebé adentro, llega a casa de su madre mientras un helicóptero notifica que se queden en sus casas o de lo contrario usarían la fuerza, ella toca el timbre pero nadie responde ya que se revela que su madre tomó el vuelo infectado, luego ve un tanque doblar la esquina, así que deja una nota, pero aun así sin recibirla ya que su madre ha muerto por el virus y se regresa a donde dejó su auto pero cuando llega ahí se da cuenta de que el auto, con el bebé dentro, fue robado, y alcanza a ver como él mismo dobla la esquina, pero luego lo pierde de vista. 
Se ve el auto de la mujer estrellado contra un poste de luz; un soldado se aproxima cautelosamente mientras ve al ladrón muerto sobre el volante haciendo sonar la bocina constantemente, el soldado mira al asiento trasero y ve al bebe que se hallaba a salvo, acto seguido le indica a un helicóptero que baje. Luego prestando algo más de atención podemos ver al bebé los párpados cansados y bastante pálido, haciendo posible el hecho de que se haya infectado con el virus.
El gobierno de Estados Unidos notifica que pondrá en cuarentena todos los vuelos que vengan de Inglaterra, así que Howell no prodrá llegar a TBM. La BBC notifica que los hospitales londinienses han habilitado camas extras para los pacientes y que la ciudad ha sido puesta en cuarentena. El ejército británico verifica que en los supermercados aún haya suficiente comida para abastecer a todos los que han quedado dentro de la zona de cuarentena. Finalmente se ve a Trafalgar Square repleta de soldados y tanques.

### Materia extraña
Comienza con el Dr. Howell en su apartamento en Londres, las noticias muestran la horda de manifestantes que se juntó afuera de las nuevas instalaciones de TBM en Nueva York, para que se detenga el experimento argumentando que podría generar un agujero negro que podría destruir la Tierra. Howell aborda el avión y durante el vuelo, los noticieros informan que la posibilidad de que se forme un agujero negro es muy poca pero que podría llegar a suceder, aunque el acelerador de partículas podría proporcionar las respuestas a los orígenes del universo como un mini Big bang.
Ya en Nueva York Howell toma un taxi donde la radio dice que un empleado de TBM confirmó que sí se puede crear un agujero negro dentro del acelerador de partículas pero sería increíblemente pequeño y desparecería en minutos.
Aunque el edificio estaba cercado por los protestantes. Howell pudo lograr entrar y mientras los noticieros informan que una nueva partícula podría agrandar el agujero negro hasta devorar la Tierra, donde ni siquiera la luz podría escapar.
En la sala de control, Howell coloca y da vuelta a la llave, enciende el acelerador, pero durante el encendido algo sale mal y efectivamente esto causó la creación de un pequeño agujero negro que crecía rápidamente. El edificio explota consumiendo también a los protestantes.
En Manhattan las personas intentan huir mientras el enorme agujero negro se apodera de la región.
Destruyó primero Nueva York. Se observa al agujero tragándose un avión. El piloto solicita a los pasajeros regresar a sus lugares por turbulencia. La BBC muestra al agujero negro sobre la Torre Eiffel en París y en la atmósfera desde la Estación Espacial Internacional.

## Nota
Originalmente había 5 escenarios pero el correspondiente al supervolcán fue cortado. Trataba sobre la erupción del supervolcán de Yellowstone. De hecho, algunos fragmentos de lo que iba a ser el quinto escenario aparecen en el inicio del documental, ya que estuvo en streaming en la plataforma Netflix.

## Escenario supervolcán
El escenario del supervolcán fue excluido de los otros escenarios porque fue introducido en el intro del documental.

### Resumen
La escena sigue al Dr. Howell despertando en su apartamento en camino al aeropuerto, en las noticias se informan que las carreteras de camino a Yellowstone fueron destruidas y familias quedaron varadas en el Parque Nacional de Yellowstone sin poder salir y que además al acumular demasiada lava causaría una explosión inmersa en todo Estados Unidos, mientras tanto una familia que está en Yellowstone su hija queda impresionada al ver la corriente del agua saliendo mientras graba quien momentos después explota y huyen y mientras intentan encender el auto no da resultado y caen a un barranco, provocándoles la muerte y mientras en una cafetería y el televisor con las noticias del supervolcán en Yellowstone la dueña de la cafetería argumenta que en Yellowstone había turistas que fallecieron y mientras se oye el estruendo, el auto donde la familia iba cae y personas huyen del lugar, en la carretera se ve un hombre huyendo de la gran nube de humo y un camionero no se da cuenta de la nube aproximándose hasta que el auto que iba el hombre choca con el camión. Mientras que en el vuelo de Howell se regresa a Reino Unido por lo del supervolcán y se ve la ciudad de Washington D. C. en ruinas por el supervolcán.